# لشکر ۳ تفنگداران دریایی
لشکر ۳ تفنگداران دریایی (انگلیسی: 3rd Marine Division) لشکر تکاوری سپاه تفنگداران دریایی ایالات متحده آمریکا است، که در سال ۱۹۴۲ تأسیس شد.
لشکری ۳ تفنگداران دریایی در کمپ کورتنی، پایگاه سپاه تفنگداران دریایی کمپ اسمدلی دی. باتلر در اوکیناوا، ژاپن مستقر است. این لشکر یکی از سه لشکر پیاده‌نظام فعال در سپاه تفنگداران دریایی آمریکا است و به همراه گروه ۱ هواگرد تفنگداران دریایی و گروه ۳ لجستیک تفنگداران دریایی، نیروی سوم تفنگداران دریایی اعزامی را تشکیل می‌دهند. این لشکر برای اولین بار در طول جنگ جهانی دوم تشکیل شد و چهار سال نبرد مداوم را در جنگ ویتنام تجربه کرد. امروزه عناصر لشکر ۳ تفنگداران دریایی به طور مداوم در حال اعزام و استقرار در موقعیت‌های رو به جلو هستند تا ماموریت دولت ایالات متحده برای ایجاد یک هند-اقیانوسیه آزاد و باز را در کنار نیروهای دیگر انجام دهند.